# 波米爾齊
49°0′17″N 25°26′23″E / 49.00472°N 25.43972°E
波馬爾齊（烏克蘭語：Помірці），是烏克蘭的村落，位於該國西部捷爾諾波爾州，由喬爾特基夫區負責管轄，處於維利霍韋齊河畔，面積0.82平方公里，2001年人口517。